# Oenothera rosea
Oenothera rosea är en dunörtsväxtart som beskrevs av William Aiton. Oenothera rosea ingår i släktet nattljussläktet, och familjen dunörtsväxter. Inga underarter finns listade i Catalogue of Life.

## Bildgalleri

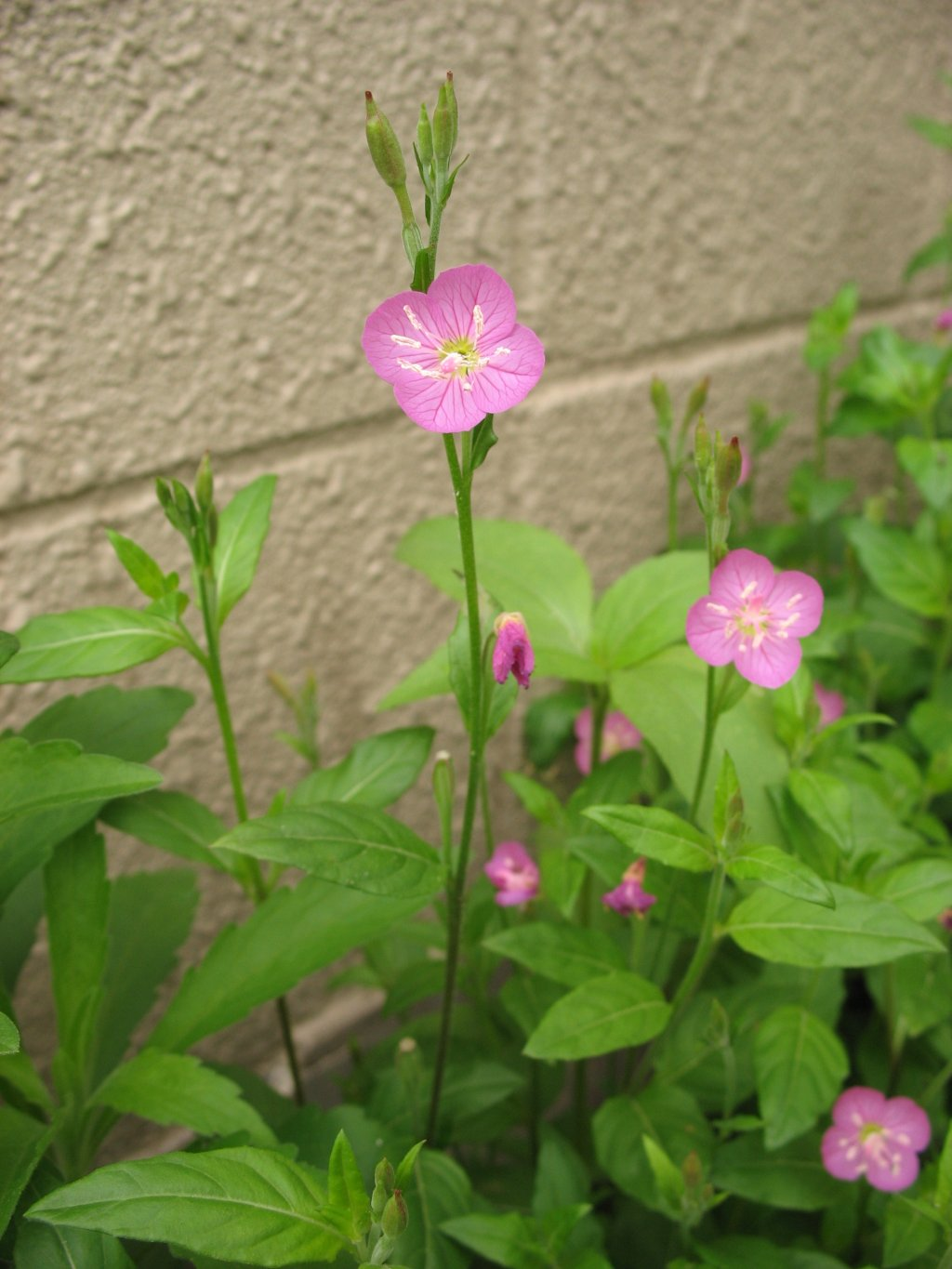
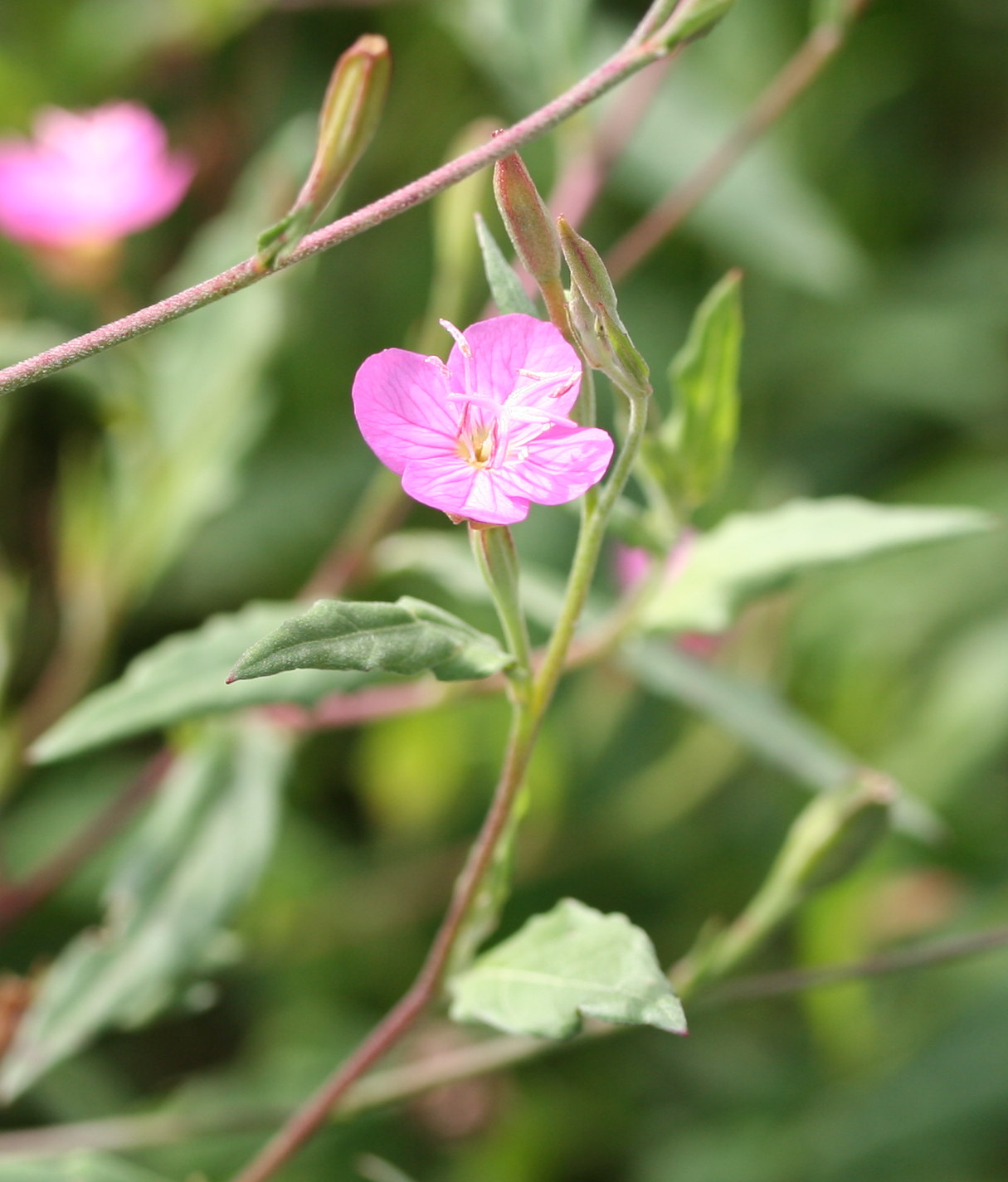
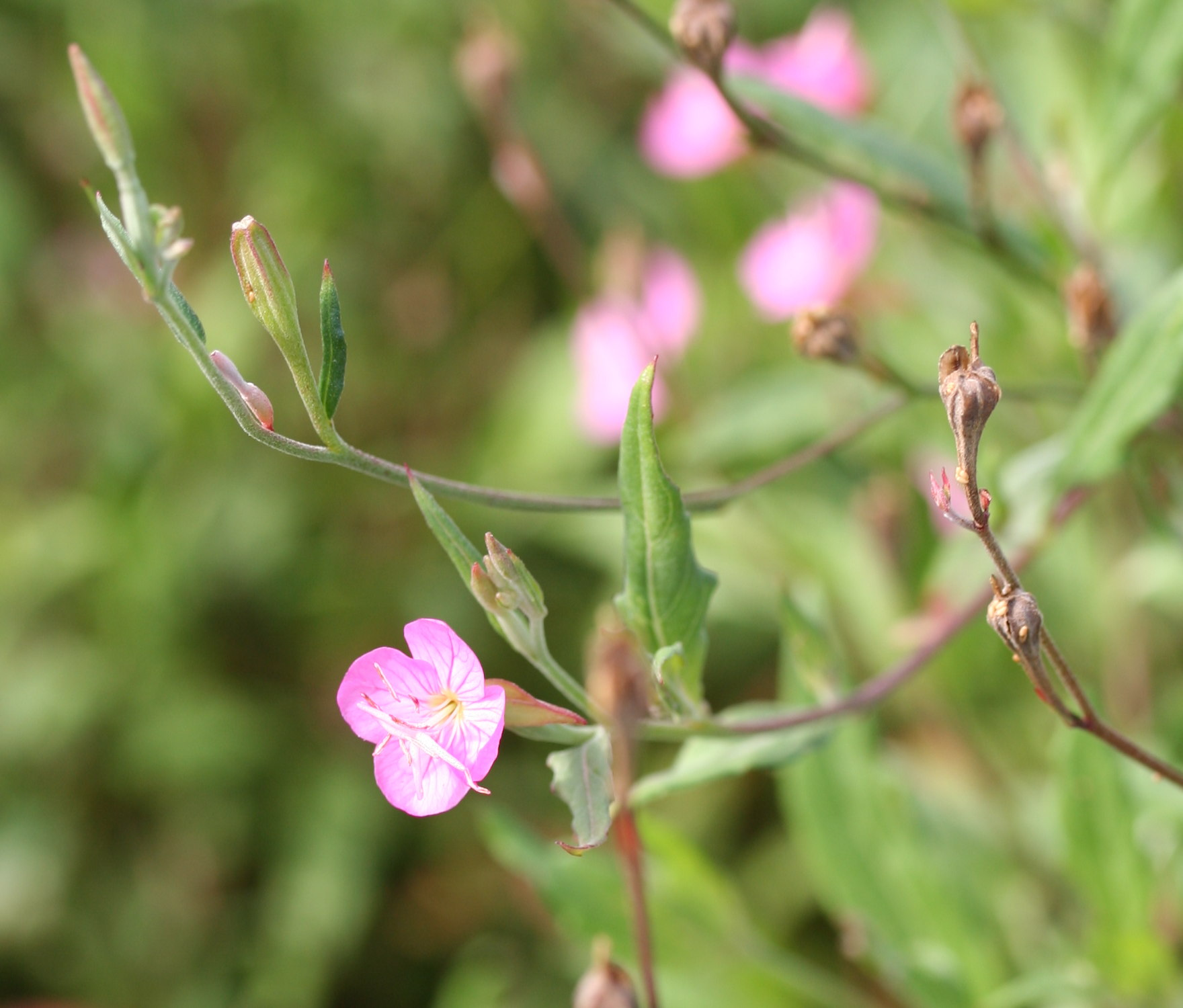
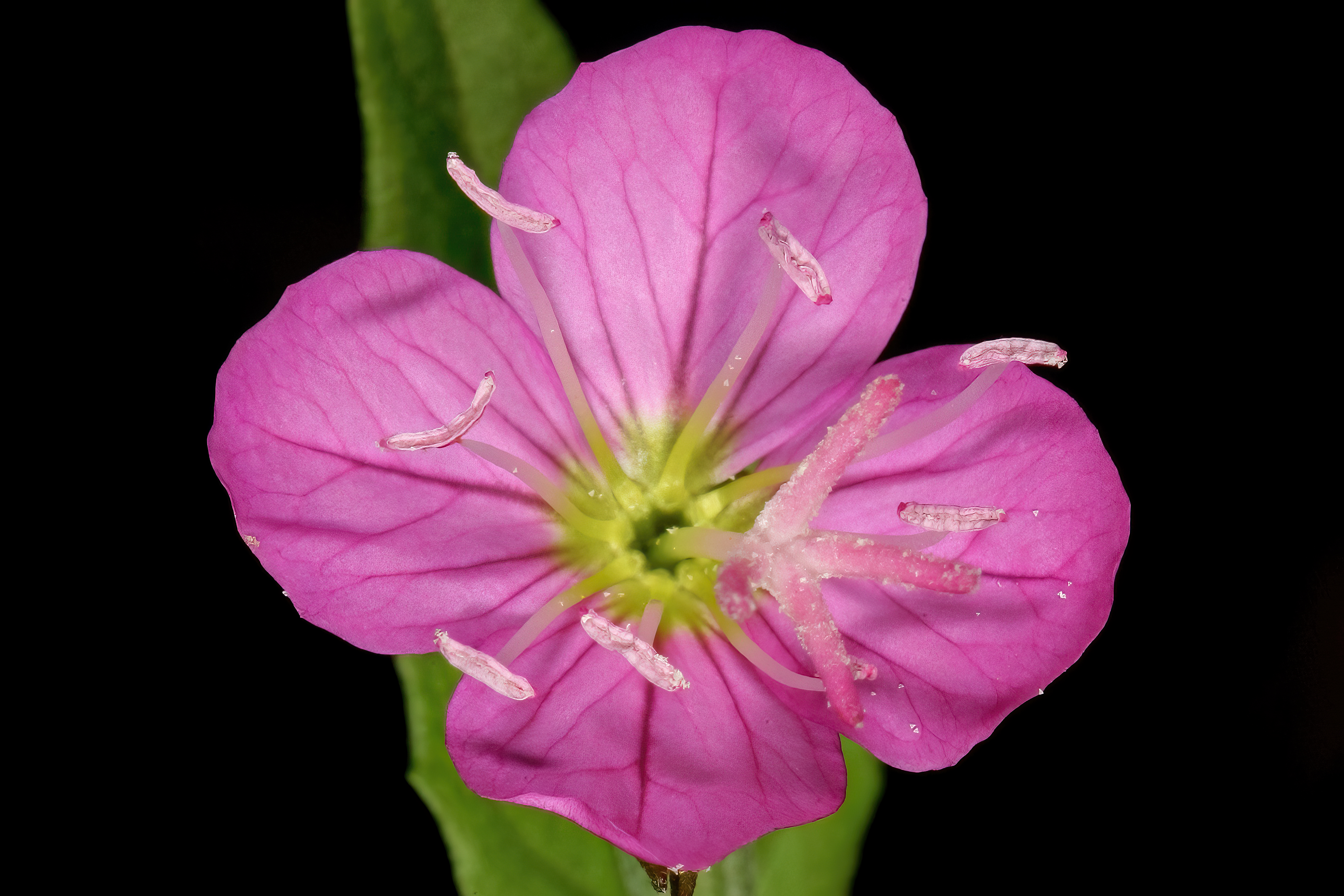
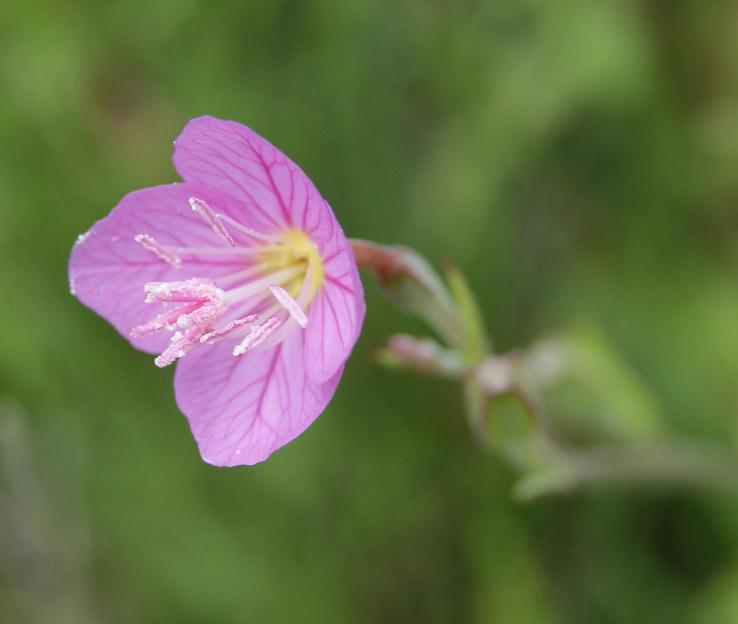